# Glyphoglossus guttulatus
Espèce
Synonymes
- Megalophrys guttulata Blyth, 1856
- Calluella guttulata (Blyth, 1856)

Statut de conservation UICN

 LC  : Préoccupation mineure
Glyphoglossus guttulatus est une espèce d'amphibiens de la famille des Microhylidae.

## Répartition

Aire de répartition de Glyphoglossus guttulatus.

Cette espèce se rencontre, :
- dans l'est de la Birmanie ;
- en Thaïlande ;
- en Malaisie péninsulaire ;
- au Cambodge ;
- au Laos ;
- au Viêt Nam.

## Publication originale
- Blyth, 1856 "1855" : Report for October Meeting, 1885. Journal of the Asiatic Society of Bengal, vol. 24, p. 711-723 (texte intégral).